# Hydrocarbon không no

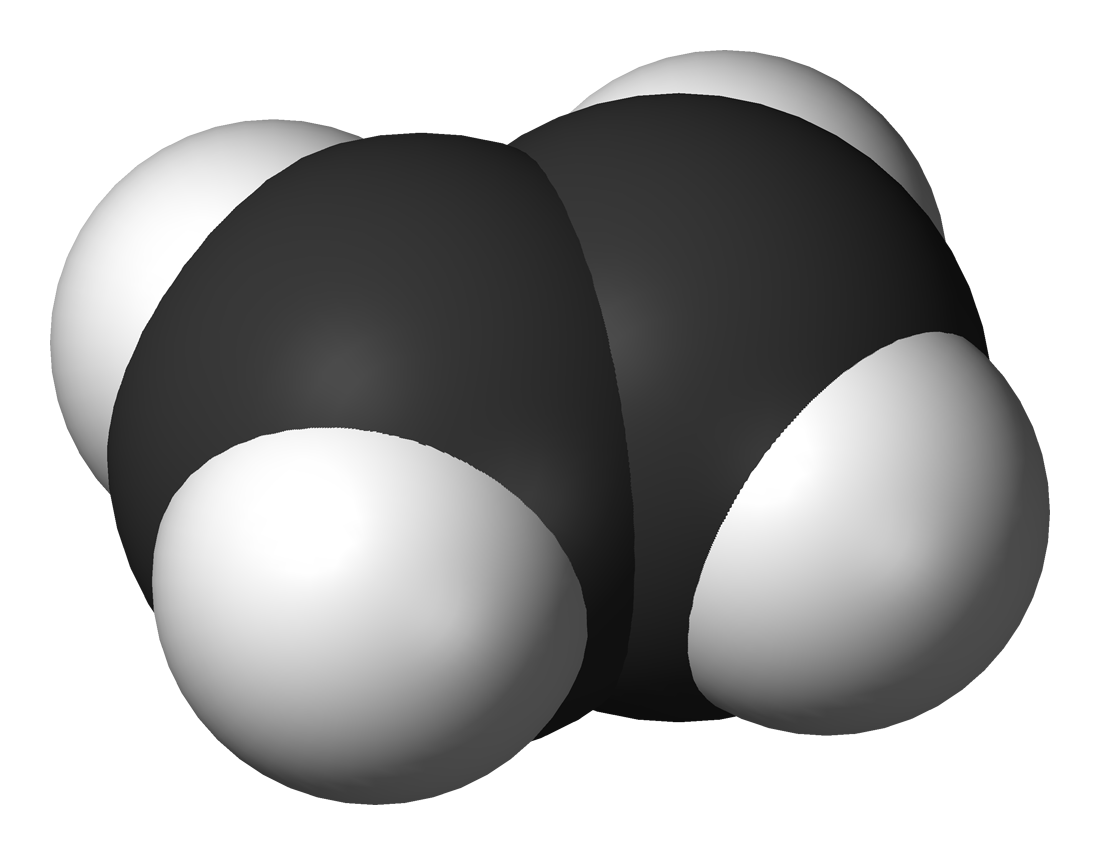
Mô hình cấu trúc của một phân tử ethen, hydrocarbon không no đơn giản nhất.

Hydrocarbon không no là hydrocarbon có chứa ít nhất một liên kết đôi trở lên trong cấu trúc phân tử của nó nhưng không có dạng mạch vòng như hydrocarbon thơm mà chỉ có dạng mạch thẳng hoặc phân nhánh. Số liên kết cộng hóa trị trong phân tử của nó gấp đôi hoặc gấp ba các nguyên tử carbon.
Thuật ngữ "không no" nghĩa là "chưa bão hòa" do nhiều nguyên tử hydrogen hơn có thể được thêm vào phân tử của nó để làm cho nó bão hòa (nghĩa là bao gồm tất cả các liên kết đơn). Cấu hình của một phân tử cacbon chưa bão hòa có thể là chuỗi thẳng (như alken và alkyn), hay chuỗi phân nhánh hoặc hợp chất thơm.

## Danh pháp
Danh pháp IUPAC đã quy định cách đặt tên nhất quán để nhận biết rõ hơn và tránh hiểu lầm. Các tiêu chuẩn cần tuân thủ khi đặt tên cho các phân tử loại này được trình bày dưới đây.
- 1. Đếm số nguyên tử carbon (C) trong chuỗi carbon dài nhất và sử dụng tiền tố số tương ứng. Ví dụ: nếu chuỗi carbon dài nhất chứa ba nguyên tử carbon, hãy sử dụng tiền tố "prop-". Tiền tố của số lượng carbon từ 1 đến 10 được tóm tắt trong bảng dưới đây.

| Số nguyên tử C ở chuỗi C dài nhất | Tiền tố | Số nguyên tử C ở chuỗi C dài nhất | Tiền tố |
| --------------------------------- | ------- | --------------------------------- | ------- |
| 1                                 | meth-   | 2                                 | eth-    |
| 3                                 | prop-   | 4                                 | but-    |
| 5                                 | pent-   | 6                                 | hex-    |
| 7                                 | hept-   | 8                                 | oct-    |
| 9                                 | non-    | 10                                | dec-    |

- 2. Xác định hậu tố dựa trên loại hydrocarbon.  
  - Nếu có một hoặc nhiều liên kết đôi, hãy sử dụng hậu tố là "-en".
  - Nếu có một hoặc nhiều liên kết ba có mặt, hãy sử dụng hậu tố là "-yn".
  - Nếu cả hai liên kết đôi và liên kết ba đều có mặt, thì dùng cả hai hậu tố trên, khi đó "-en" thường đặt trước "-yn".
- 3. Đếm số liên kết đôi hoặc liên kết ba và biểu thị số đó bằng một số tiền tố trước "-en" hoặc "-yn". Ví dụ: chuỗi carbon có 4 nguyên tử carbon chứa 2 liên kết đôi sẽ được đặt tên là butadien
- 4. Thêm số giữa tiền tố của số carbon và "-en" hoặc "-yn" để chỉ vị trí C bắt đầu của liên kết đôi hoặc liên kết ba. Ví dụ, chuỗi carbon có 4 nguyên tử carbon chứa liên kết đôi giữa carbon thứ hai và carbon thứ ba sẽ được đặt tên là "but-2-en".
- 5. Cuối cùng, sử dụng tiền tố trước tiền tố của số carbon để biểu thị bất kỳ chuỗi bên nào tồn tại. Một chuỗi C bên thẳng được đặt tên đơn giản bằng cách thêm vào "-yl" sau tiền tố chỉ số nguyên tử carbon trong chuỗi. Ví dụ, nếu một nhóm ethyl được gắn vào carbon thứ hai trong pent-2-en, thì phân tử có tên là "2-ethylpent-2-en". Để đặt tên cho chuỗi bên phức tạp hơn, hãy tham khảo danh pháp hóa học hữu cơ của IUPAC.

## Các họ hydrocarbon không no
- Alken có công thức chung là CnH2n với n≥2
- Alkadien có công thức chung là CnH2n-2 với n≥3, trong phân tử có hai liên kết đôi
- Alkyn có công thức chung là CnH2n-2 với n≥2, trong phân tử có một liên kết ba.
- Các dạng hỗn hợp của ba dạng trên

Một số hydrocarbon không no có chứa liên kết đôi còn có đồng phân cis-trans (đồng phân hình học). Là do hai nhóm ở mỗi một bên của liên kết đôi khác nhau, do đó khi quay quanh mặt phẳng chứa liên kết đôi thì trở thành các dạng khác nhau.

## Các phản ứng của hydrocarbon không no
Phản ứng của hydrocarbon không no cũng như nhiều chất hữu cơ khác đều có là
- Phản ứng với hydrogen để tạo ra hydrocarbon no (nếu hydro hóa hoàn toàn)
- Phản ứng với hydrogen chloride tạo ra các dẫn xuất halogen
- Phản ứng oxy hoá gồm phản ứng cháy, aldehyde hóa, rượu hóa...

## Một số chất thường gặp
| Số C | Tên gọi  | Kiểu          | Công thức     | Hcø(kJ/mol) |
| ---- | -------- | ------------- | ------------- | ----------- |
| 2    | ethan    | bão hoà       | CH3-CH3       | −1559.7     |
| 2    | ethen    | không bão hoà | CH2=CH2       | −1410.8     |
| 2    | ethyn    | không bão hoà | CH≡CH         | −1300.8     |
| 3    | propan   | bão hoà       | CH3CH2CH3     | −2219.2     |
| 3    | propen   | không bão hoà | CH3CH=CH2     | −2058.1     |
| 3    | propyn   | không bão hoà | CH3C≡CH       | −1938.7     |
| 4    | butan    | bão hoà       | CH3CH2CH2CH3  | −2876.5     |
| 4    | but-1-en | không bão hoà | CH2=CH−CH2CH3 | −2716.8     |
| 4    | but-1-yn | không bão hoà | CH≡C-CH2CH3   | −2596.6     |

## Sử dụng

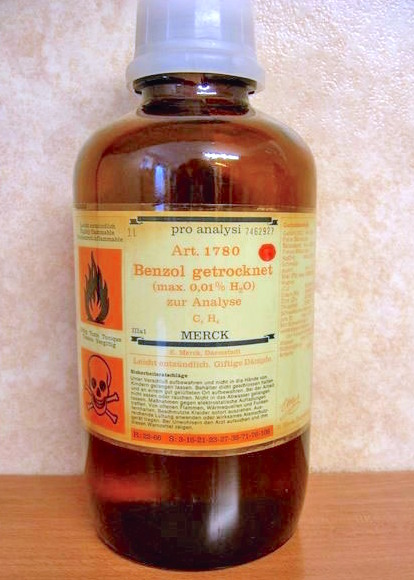
Một chai benzen là một chất lỏng ở nhiệt độ và áp suất phòng, dễ cháy.

Hydrocarbon không no được dùng vào hàn xì (acetylen) hay tổng hợp các dẫn xuất của hydrocarbon như aldehyde, ketone, alcohol...